# Neuvy (Marna)
Neuvy è un comune francese di 226 abitanti situato nel dipartimento della Marna nella regione del Grand Est.

## Società

### Evoluzione demografica
Abitanti censiti